# Charaxes adelinae
Charaxes adelinae är en fjärilsart som beskrevs av Minig 1978. Charaxes adelinae ingår i släktet Charaxes och familjen praktfjärilar. Inga underarter finns listade i Catalogue of Life.